# Белослюдов, Виктор Николаевич
Ви́ктор Никола́евич Белослю́дов (1882, Семипалатинск — 23 марта 1916, Барнаул) — русский художник, этнограф, краевед. Учился в Строгановском училище в Москве (1899—1906). С 1906 года — учитель рисования в начальном училище, гимназии в Семипалатинске.
В творчестве Белослюдова наибольший интерес представляют многочисленные рисунки, акварели, этюды, посвящённые жизни и быту казахов, природе Восточного Казахстана. Автор рисунков «Семипалатинск», «Юрта», «Казашка», «Казахи с кумысом», «Казахское семейство»; этюдов «Водовоз», «Казахская арба», «За чаем», «Табун лошадей».
Создал цикл рисунков в качестве иллюстрации к казахским сказкам. Около 50 рисунков Белослюдова иллюстрируют поэму «Киргиз» писателя Г.Зелинского, которая была издана в Томске в 1910 году.
Известна всего одна Икона писанная художником: «Владимирская Божия Матерь»,датированная 1904 годом.Москва.
Будучи призванным на военную службу, в январе 1916 года прибыл из Семипалатинска в Барнаул. Пробыв в строю всего лишь 9 дней, простудился и 28 января был положен в лазарет. Болезнь осложнилась воспалением мозга и с 14 марта В.Н. Белослюдов находился в бессознательном состоянии.